# 玉山前峰
玉山前峰，舊日名為前山、新高前山，位於臺灣南投縣信義鄉東埔村與嘉義縣阿里山鄉中山村之交界。海拔3,239公尺，為玉山山脈中的一座高山，位於玉山西峰西側，隔塔塔加鞍部而與麟趾山對望。全境座落在玉山國家公園之西北園區境內，位置恰為由玉山國家公園管理處管轄。在百岳排名裡，玉山前峰位居第69。
1970年代，政府計畫新建三條橫貫公路，分別在北、中、南各闢一條。1980年代，其中位在中部的新闢橫貫公路，計畫水、嘉義、玉里等三線交會於沙里仙溪頭（指沙里仙溪的主流源頭），也就是在玉山前峰的北側山坡面，後因工程開闢時發現水里、玉里二線太過接近，形成上下線會影響山坡地質的穩定，考量到日後養護成本而重新探勘，最後決定改線。